# Sahasrara

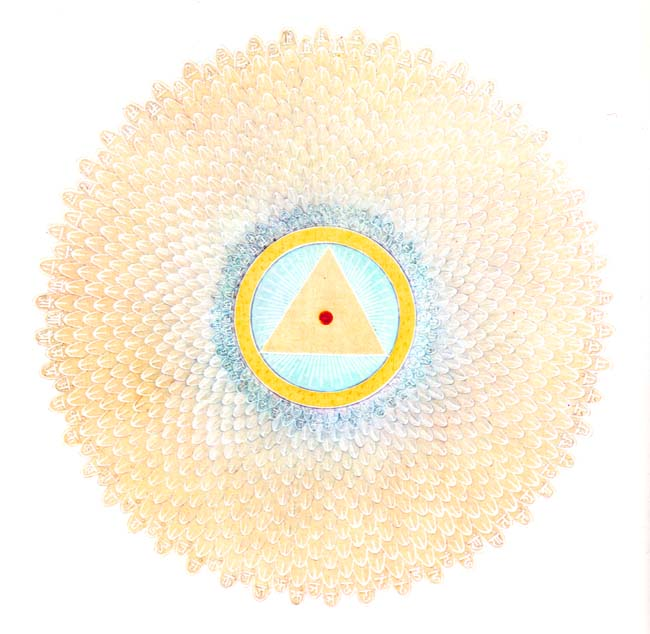
Imagen del chakra sahasrara con 1000 pétalos, en 20 capas de 50 pétalos cada uno.

Sahasrara, de acuerdo a las tradiciones del tantrismo, se refiere al chakra sahasrara (en sánscrito: सहस्रार चक्र, AITS: sahasrāra cakra, en castellano: 'el loto de los mil pétalos') o chakra corona y se ubica en la coronilla. El chakra corona no se encuentra al nivel del cuerpo sino en el plano trascendente, por lo que no es considerado uno de los chakras primarios.

## Etimología
La palabra sánscrita sahasrara significa ‘el loto de los mil pétalos’.
- sahasrāra, en el sistema AITS (alfabeto internacional para la transliteración del sánscrito) se compone de dos palabras:
  - sahasra que significa 'mil'.[5]
  - ara que significa 'radios'.[6]
- सहस्रार, en escritura devanāgarī del sánscrito.

La palabra sánscrita chakra significa ‘rueda’:
- cakra, en el sistema AITS (alfabeto internacional para la transliteración del sánscrito).[7][8]
- चक्र, en escritura devanāgarī del sánscrito.

## Descripción

### Aspecto
El sahasrara está descrito como una flor de loto con 1,000 pétalos de colores diferentes. Estos pétalos están arreglados en 20 capas, cada capa con aproximadamente 50 pétalos. El pericarpio es dorado y en su interior una región de luna circular está inscrita con un triángulo luminoso, el cual pueden ser indicar la dirección ascendente o descendente.

## Función
A menudo referido como 'El loto de los mil pétalos', se dice que es el chakra más sutil en el sistema, relacionado con la consciencia pura, y es de este chakra que emanan todos los otros chakras. Cuándo un yogui es capaz de levantar su energía kundalini, energía de consciencia, hasta este punto, se experimenta el estado samādhi de Nirvikalpa.
En esta fase se dice que llega el renacimiento o los siddhis: poderes ocultos de transformación a lo divino, y la facultad de poder hacer lo que uno desea.

## Activación
El Bija mantra para activar este chakra es Om. La nota musical para la activación es Nishad o Ni (en hindi: निषाद), que corresponde a la nota Si en el sistema de notación musical latino.

## Chakras asociados
En algunos esquemas de chakras, hay de hecho varios chakras en la parte superior de la cabeza, los cuales están todos estrechamente relacionados:
- Manas: en la frente, encima del Ajna, está estrechamente asociado a este.[13][14]
- Bindu Visarga: en la parte posterior de la cabeza
- Mahanada
- Nirvana: localizado en la corona[15]
- Gurú[16]

## Nombres alternativos
- En el Tantrismo: adhomukha mahapadma, amlana padma, dashashatadala padma, pankaja, sahasrabja, sahasrachchada sanikaja, sahasradala, sahasradala adhomukha padma, sahasradala padma, sahasrapatra, sahasrara ambuja, sahasrara mahapadma, sahasrara sadma, sahasrara saroruha, shiras padma, shuddha padma, wyoma, wyomambhoja
- En los Vedas (Upanishads tardíos): akasha chakra, kapalasamputa, sahasradala, ahasrara kamala (pankaja o padma), sthana, wyoma, wyomambuja
- En los Puranas: parama, sahasradala, sahasraparna padma, sahasrapatra, sahasrara Kamala (Parikaja o Padma), shantyatita, shantyatita pada